# Campionati del mondo di ciclocross 1997
I Campionati del mondo di ciclocross 1997 (en.: 1997 UCI Cyclo-cross World Championships) si sono svolti a Monaco di Baviera in Germania, dal 1º al 2 febbraio 1997.
Sono state 3 le gare in programma, tutte maschili.

## Programma
Sabato 1º febbraio:
- Uomini Under-23
- Uomini junior

Domenica 2 febbraio:
- Uomini Elite

## Podi
| Eventi            | Oro             | Tempo    | Argento             | Tempo | Bronzo           | Tempo |
| Gare              |                 |          |                     |       |                  |       |
| Elite dettagli    | Daniele Pontoni | 1h00'40" | Thomas Frischknecht | a 23" | Luca Bramati     | s.t.  |
| Under-23 dettagli | Sven Nys        | 53'25"   | Bart Wellens        | a 22" | Christophe Morel | a 38" |
| Junior dettagli   | David Rusch     | 46'14"   | Stefano Toffoletti  | a 5"  | Steffen Weigold  | a 6"  |

## Medagliere
| Pos.   | Nazione  | Oro | Argento | Bronzo | Totale |
| ------ | -------- | --- | ------- | ------ | ------ |
| 1      | Italia   | 1   | 1       | 1      | 3      |
| 2      | Belgio   | 1   | 1       | 0      | 2      |
| 2      | Svizzera | 1   | 1       | 0      | 2      |
| 4      | Francia  | 0   | 0       | 1      | 1      |
| 4      | Germania | 0   | 0       | 1      | 1      |
| Totale | Totale   | 3   | 3       | 3      | 9      |